# Агатархид
Агатархид Книдский (Агафархид, Агатархид из Книда, др.-греч. Ἀγαθαρχίδης, лат. Agatharchides или Ἀγάθαρχος, Agatharchus; ок. 200 до н. э., Книд — 140 до н. э., Афины) — античный автор II века до н. э., историк, географ, грамматик и философ-перипатетик, известный своими описаниями Северо-Восточной Африки, Персидского залива и Красного моря.

## Биография
Отрывочные сведения о биографии Агатархида известны по его собственным автобиографическим заметкам в сохранившихся отрывках его трудов, а также из кодекса 213 фотиевой «Библиотеки». Известно, что Агатархид родился в Книде (на западном побережье современной Турции) в небогатой семье около 200 г. до н. э. и ещё молодым перебрался в Египет.
В Египте Агатархид обратил на себя внимание Киннея — царедворца и советника Птолемея VI. Кинней, взявший Агатархида под своё покровительство, познакомил его с ещё одним царским приближённым — историком и дипломатом Гераклидом Лембом. Геркалид взял Агатархида на службу личным секретарём и чтецом, а позже ввёл его в круг местных философов-перипатетиков. Постепенно Агатархид завоевал себе имя, став одним из лидеров интеллектуальной жизни Александрии, но в 145 г. до н. э. он был изгнан новым царём Птолемеем VIII, вероятно, за поддержку, которую оказывал его сопернику Птолемею VII. Остаток жизни Агатархид, по-видимому, прожил в Афинах, где и завершил свою самую известную работу, «О Красном (Эритрейском) море». В его честь был назван кратер Агатархид на Луне.

## Труды
Согласно Фотию, Агатархид оставил после себя шесть трудов. От трёх его книг сохранились только названия — в их число входят эпитома поэмы автора IV в. до н. э. Антимаха Колофонского «Лида», книга о дружбе и сборник эксцерптов из исследователей природы и человека.
Больше известно о двух фундаментальных исторических трудах Агатархида — десятитомной «Истории Азии» и 49-томной «Истории Европы», из которых сохранилось несколько отрывков. Первая рассматривала историю азиатских империй до завершения междоусобных войн наследников Александра Македонского в начале III века до н. э., вторая была посвящена европейской истории III и, вероятно, первой половины II века до н. э. Несмотря на название, во втором томе «Истории Азии» подробно рассматривалась культура долины Нила, обобщались существовавшие в птолемеевском Египте знания об обычаях и общественных институтах царства Куш и описывалась его столица Мероэ. Также в этой работе давался обзор представлений греческих авторов о причинах разливов Нила. Хотя оригиналы этих трудов не сохранились, обширные выдержки из них включены в «Историческую библиотеку» Диодора Сицилийского.
Наиболее известен последний труд Агатархида, «Об Эритрейском море» в пяти томах, более специализированный, чем предыдущие два, и посвящённый как истории, так и этнографии народов, населяющих южную часть ойкумены — населённого мира, известного греческим авторам, — а также географии этого региона. В значительной степени содержание первой и пятой книг этого трактата передано в кодексе 250 фотиевой «Библиотеки», отрывки из пятой книги включены в «Историческую библиотеку» Диодора, а труд в целом был использован при написании географом Артемидором Эфесским его собственного трактата о Красном море. Судя по сохранившемуся содержанию, первые четыре тома труда излагали в том числе и историю греческого проникновения в верховья Нила и на территории к югу от Египта и Красного моря. Лучше всего сохранился пятый том, содержащий данные об истории и культурной географии земель по обоим берегам Красного моря. Автор повествует об ихтиофагах — рыболовецких народах африканского побережья Красного моря, троглодитах — кочевниках-скотоводах, населявших холмистые регионы и, вероятно, родственных современным беджа, и царстве Саба на территории современного Йемена. Также приводятся краткие сведения о более примитивных племенах охотников и собирателей, обитающих на территории между Нилом и Красным морем, живой природе региона, включая основных представителей животного мира, и золотых копях Нижней Нубии.
Агатархид, сам не совершавший путешествия по этим регионам мира, составлял свои книги как компилятор, используя труды более ранних авторов — Ктесия и Эратосфена, — а также рассказы купцов и отчёты о путешествиях из царских архивов Птолемеев. Это обстоятельство в ряде случаев приводило его к полному непониманию использованных источников — так, информация о шимпанзе превратилась у него в историю о живущих на деревьях дикарях; искусственное деление народов по основным продуктам питания, основанное на распространённом среди перипатетиков представлении о том, что культура определяется взаимодействием человека с окружающей средой, могло исказить истинную этническую картину. Тем не менее, обилие деталей в его трудах делает их наиболее полным источником информации об истории и культурной географии Северо-Восточной Африки вплоть до появления трудов средневековых арабских авторов, и многие более поздние античные писатели использовали его информацию в своих книгах, включая «Географию» Страбона, «Естественную историю» Плиния Старшего, «О природе животных» Элиана и «Эфиопику» Гелиодора.